# 伦敦大学学院
倫敦大學學院（英語：University College London）是一所坐落於英國倫敦的公立研究型大學，为英格兰第三古老的高等教育机构。
學院最初於1826年由湯瑪斯·坎貝爾及亨利·布魯厄姆以“倫敦大學”（London University）之名創立，是倫敦市第一所高等學府，且為全英首間不拘學生性別及宗教背景的世俗高校。雖沒有直接介入學校的建設，但哲學家傑里米·邊沁對教育的理念啟發了創辦者，故獲譽為“倫大教父”。1836年，以書院聯邦制正式成立倫敦大學，學校改名為“倫敦大學學院”，與成為了此大學的兩位始創成員學院。學校隨後迅速發展並與多所專科院校合併，也在英格蘭開創了不少高校學系。該校雖然是倫敦大學的成員學院，但學院本身擁有包括獨立頒授學位的高度自治權，故性質與一般大學無異。
倫敦大學學院共設11所學術學院，擁有超過100個學術科系與研究中心。其主校區位於倫敦市中心的布盧姆茨伯里區，并设位于斯特拉福德的东校区（UCL East），此外另設兩所分別坐落於澳大利亚及卡塔爾的衛星校園。同時，校內擁有17間圖書館、9所博物館及收藏區，館藏涵蓋不同學術範疇。倫大學院為英國其中一所“金三角名校”，亦是国民保健署建立的11所生物醫學研究基地及多個科技聯盟的始創者之一。
該校在QS世界大學排名、泰晤士高等教育世界大學排名、世界大學學術排名和U.S. News世界大學排名中位居全球前十名、英國前五名。截止2020年10月，此校的師生、校友及研究人员包括了34名諾貝爾獎得主、3位菲爾茲獲獎者、多名政治要員與組織領袖及數位著名文藝人。

## 校史

### 19世紀

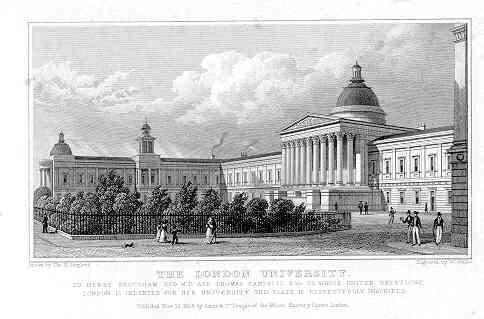
十九世紀二十年代末的倫大本部大樓繪圖。

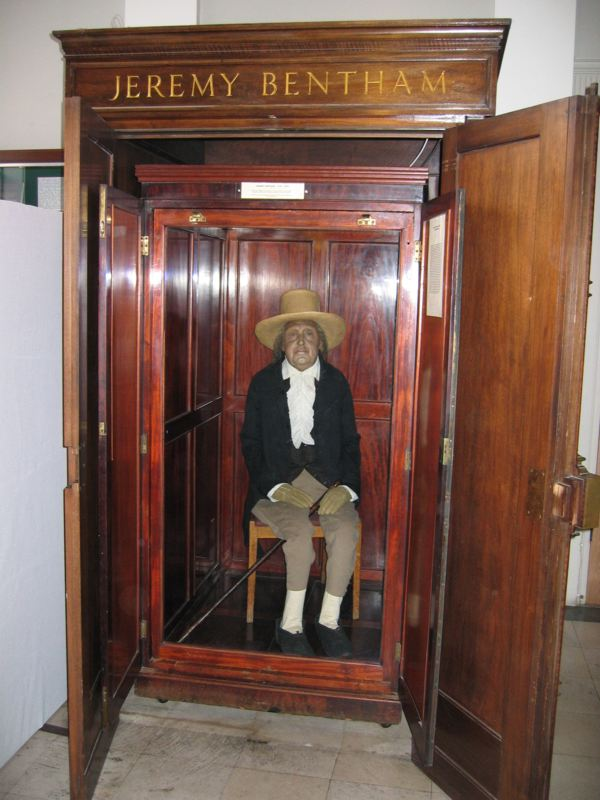
存放於學院本部大樓的傑里米·邊沁遺體。

倫敦大學學院於1826年2月11日，由詩人湯瑪斯·坎貝爾及律師亨利·布魯厄姆兩位蘇格蘭人創辦。1825年，坎貝爾到訪了現在德國的波恩大學。與時下的牛津、劍橋兩所高校不同，波恩大學的宗教自由獲得了坎貝爾的讚賞。回國後，他致函深受哲學家傑里米·邊沁影響的布魯厄姆，表示有意於倫敦建立一所這類型的學府。該信件亦在同年2月刊登於《泰晤士報》，成為最早有關創立倫大學院的公開草議。在倫敦猶太人社團的領袖——以撒·里昂的撮合下，兩人著手規劃興建項目。學校最終於1826年以“倫敦大學”(London University)之名面世，成為當地唯一不論學生性別、宗教背景的世俗高校。其理事會委員沒有一位是宗教領袖，教育家湯瑪斯·阿諾德因而稱其為“高爾街的無神學府”。學校最初採用了蘇格蘭大學（尤其是愛丁堡）的模式辦學。開創多元學科、重整講堂機制、取消宗教考核、管治民主化等均為其最刻意模仿的制度。1827年，倫納德·霍納（現在赫瑞瓦特大學的創辦者）獲委任為校長，惟在4年後因管理層的內部反對而離職。
1826前，早已成立的學校理事會曾在國家議會上提議頒憲，以確立倫大作為獨立高等學府的地位。可這惹來了不少反對聲音。除了國內英格蘭教廷、牛橋兩校及醫學界的反對外，奧地利外交官克萊門斯·梅特涅亦要求他的驻英大使轉述他對此計劃“可能有損英格蘭發展”的看法。直到1831年，由輝格黨帶領的政府才成功為該校爭取到皇家憲章，賦予其頒授學位的權力。不過，由於當時已有了，故兩校合併為倫敦大學(The University of London)，原本的這所“倫敦大學” (London University)則改名為“倫敦大學學院”。
不少人均以為哲學家傑里米·邊沁是倫大的其中一位創辦者，其實不然。此誤解源於倫大學院本部大樓（斐拉克曼畫廊）拱頂上的一幅壁畫。這幅由亨利·唐克斯所繪製的壁畫展示了尚在興建的本部大樓和幾位重要人物：圖中負責設計大樓的建築師威廉·威爾金斯正向邊沁展示規劃圖，以獲得他的贊同。可是此情景乃杜撰，因為當時的邊沁應已年邁八十，亦沒有證據顯示他曾直接參與大學的興建計劃。不過，他對普及教育的思想確深深影響了兩位創辦者，成為了學校的辦學理念，故他獲譽為“倫大教父”。邊沁希望他能永遠成為大學的一部分，故他的屍體一直被存放在本部大樓的一個木櫃裡，供公眾參觀。可不幸地，屍體的頭部沒有被保存好以致腐爛，故校方換上了一個由蠟製的仿造頭。
倫大學院本部大樓的興建歷經波折方能完工。工程在大學成立後一年便開始，建築地點是捐助者花費三萬英鎊買下、佔地八畝的卡馬森廣場。負責此項目的建築師威廉·威爾金斯（國家藝術館的設計者）把大樓的中心設計成八角狀，加上拱頂。原先的計劃是大樓以“U”字形向外伸展，並圍繞著廣場，可後來因經費不足而被逼中止。這座建築物也曾於二戰中受毀。最終到了1985年，大樓才在伊利沙伯二世女皇的主持下舉行了啟用儀式。
倫大學院亦在19世紀開創了不少先河。其為第一所提供地理、英文、德文、意大利文、化學和土木工程學教育的英格蘭高校。1893年，英格蘭第一個學生會亦在倫大學院成立。

### 20世紀
步入20世紀，伦敦大學院急速成長。雖然學院在二戰中被炸毀，但多數院系於1939年期間就搬離了倫敦。20世紀中至下半葉，學校與多所醫療科學研究中心合併，並分別與皇家自由醫院及倫大學院附屬醫院合辦了醫學院及倫大學院國家醫療服務信託基金會，使其成為了英國重要的生物醫學研究基地。除此，猶太文化研究院、斯拉夫與東歐文化研究院、人類學研究院及大盾太空科學實驗室亦相繼於倫大學院成立或重整。1973年，學院成為了第一個 ARPANET（現代互聯網之先驅）的全球鏈接點，並在同年發出了世上第一封電子郵件。
1906年，格雷戈里·福斯特成為了學校第一位教務長，執務23年。
1907年，倫敦大學在皇家憲章的規定下重組，數所學院亦獲併入此高校系統。惟包括倫大學院在內的所有成員學院畢業生均只獲賦予“倫敦大學”的學位證書。1976年，新的憲章將法定獨立權歸還各學院，除了獨立頒授學位的權力。倫大學院的英文名稱中，位於一字後的逗號亦被去掉。

### 21世紀
2002年，有關倫敦大學學院與倫敦帝國學院合併的草議曝光。此提議因事前沒有進行足夠的諮詢而惹來廣泛的批評。倫大學院的教務長德里克·羅伯茨因而被逼取消這個計劃。
2005年，倫大學院獲賦予獨立頒授學位的權力。包括證書在內的官方文件均印有倫大學院的標誌，而不再以倫敦大學的名義頒發。
除此，校方亦繼續擴大自己的跨校合作網路。其中，倫大學院與耶魯醫學院（連同耶魯-紐黑文醫院）更是簽訂了兩校史上最具規模的合作項目。其後，他們的合作夥伴關係也從醫學延伸至人文與社會科學範疇。2003年開創的倫敦納米技術中心是倫大學院與帝國學院的合資公司。帝國學院的翻譯學系亦自2013年10月起，轉移至倫大學院歐洲語言、社會與文化次學院。同年12月，愛思唯爾出版社與倫大學院合作開辦了大數據研究中心。2015年，英國政府宣布倫大學院、牛橋、愛丁堡、華威為艾倫圖靈研究院的五所始創大學成員。此研究院旨在促進英國圖書館對進階數學、電腦科學、大型數據處理技術的運用，以改善處理館內大量的數據與資源的方法。

## 校園地點

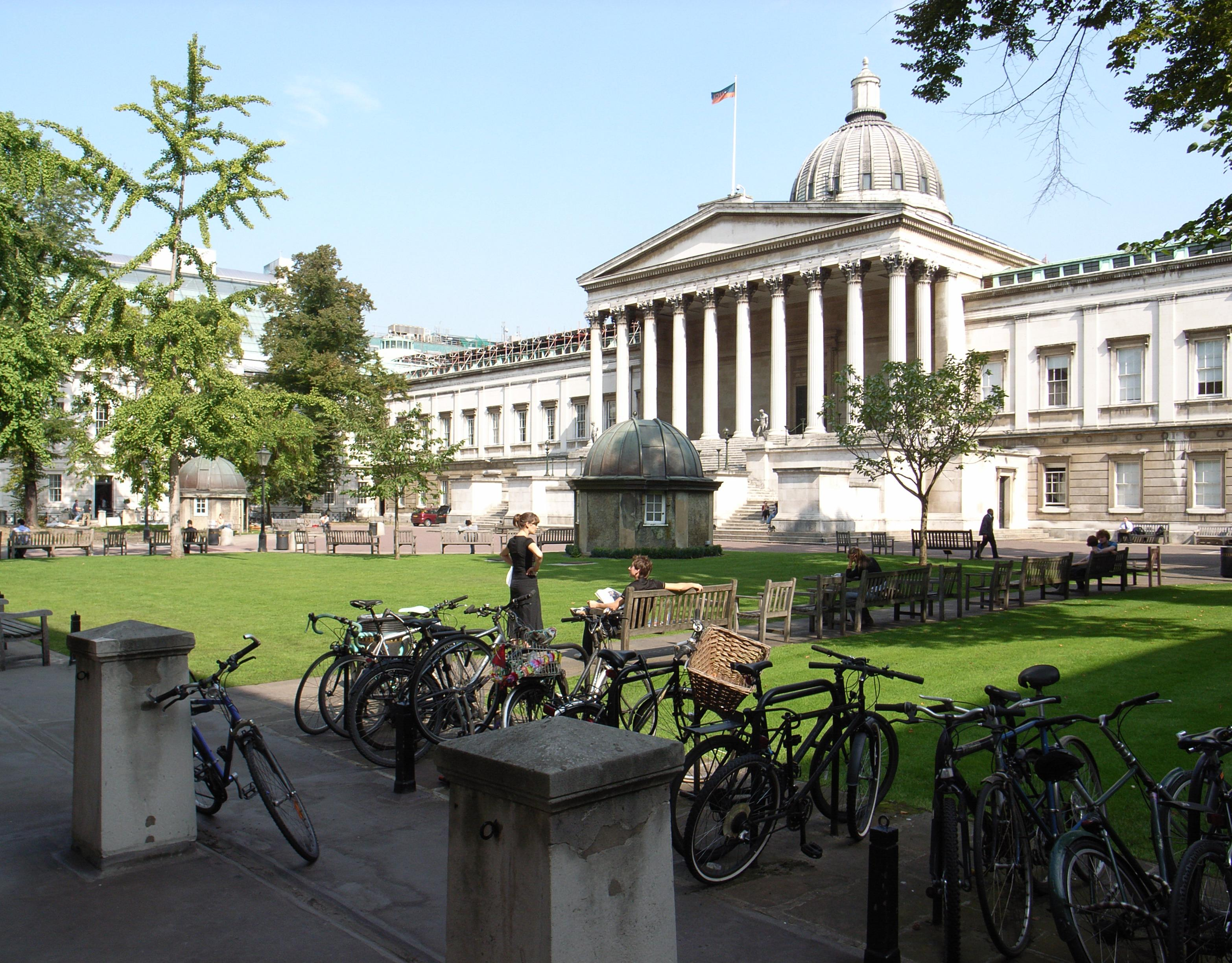
本部大樓的威爾金斯樓與四方庭院。

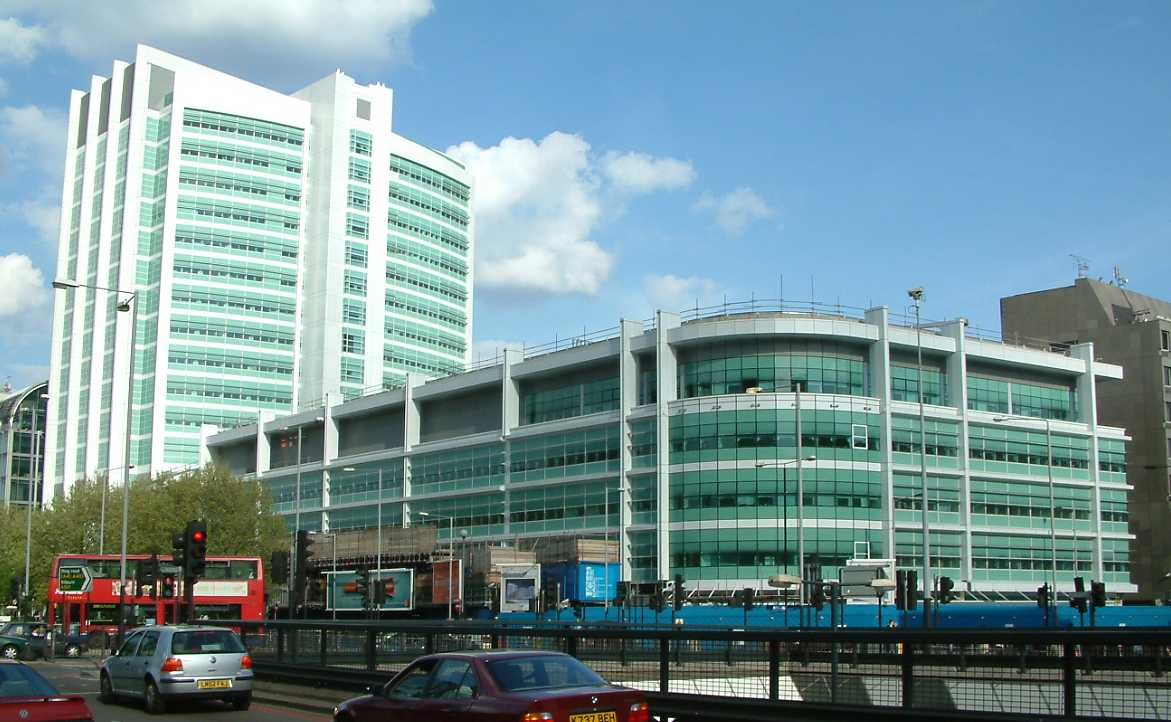
倫大學院附屬醫院正門。

### 主校區
倫敦大學學院的本部校園坐落於倫敦市中心的布盧姆茨伯里區，接近高爾街。這裡包括了學校大部分的院系設置、主圖書館、倫大學院劇院及倫大學院附屬醫院。著名校園建築主要有本部大樓，多部電影曾在此取景。大樓中央部分稱之為“威爾金斯樓”或“八角大樓”，是主圖書館、弗拉克斯曼藝術廊、八角圓頂及迴廊的所在地，亦是大樓最古老的部分。至於以字形包圍著方庭院的延伸部分則在1985年（威廉·威爾金斯逝世後）才落成。故準確來講，“威爾金斯樓”專指本部大樓的中央部分而非整座建築物。方庭院面向高爾街，內有草地、過道、大量的長凳及兩個已棄用的天文觀測台。

### 其他
其他倫大學院機構遍布倫敦市中心的其他角落。伦敦大学管理学院（英语：School of Management）位于伦敦的金融中心金丝雀码头（英语Canary Wharf）。倫大學院的眼科醫學研究院、骨科及骨骼肌學院、溫得依研究院、氣象物理學系分別位於克拉肯威爾、史丹莫爾、費茲羅維亞及霍姆伯里。皇家自由醫院、惠廷頓醫院兩所教學醫院則分別在漢普斯特得及伊斯靈頓。
倫大學院的能源學院及考古與博物館學院分別坐落於澳大利亚阿德雷德及卡塔尔多哈。前者由學院、南澳州政府及桑托斯汽油公司共同合辦，是該國最具規模的英國教育機構。

## 行政架構

### 管治制度
倫敦大學學院雖隸屬倫敦大學聯邦，但它在很多方面都與一所行政獨立的大學無異。
學院的中央行政機關為理事會（Council），負責監管學校的政策及未來的發展方向。理事會共有20位委員：11位是校外成員，7位是學院的學術職員（包括教務長），餘下2位則為學生。大會主席的任期為五年。他們一年會開6次會議。其中，教務長（Provost）獲賦予執行與學術、財政及人力資源分配有關的工作。理事會一般會先諮詢學術委員會的意見，然後委任教務長，並有向其問責的權力。另一方面，教務長擁有委任副教務長（Vice-provost）的權力。副教務長共設6席，分別負責在教育、研究、醫療、國際合作、企業管理、協調方面協助教務長執行事務。他們都是教務長高級監管團隊（Provost's Senior Management Team）的成員。
學院的各個院長（Dean）及財政督導（Director of Finance and Business Affairs）同樣由理事會及教務長高級監管團隊委任。院長的主要職責是向教務長及其團隊提交關於自己學院的發展策略、人力資源分配、課程與考核編制、學生事務等的報告。學校共設11所學術學院、逾百個學系及研究中心，涵蓋不同學術範疇。校方還將除教育研究院之外的學院按照學術性質分成了3組，以便進行跨學院合作項目。

### 財政狀況
截至2014年7月31日，倫大學院共有十億零一千九百六十萬英鎊的淨收入，總支出為十億零八百二十萬。最主要的收入來源為研究經費，金額達三億七千四百五十萬。
2015/16年度，英格兰高等教育基金管理委员会撥款一億七千一百三十七萬支持倫大學院的研究與教學，金額為英格蘭高校之最。

### 學校識別

倫大學院盾徽。

行政上，倫敦大學學院採用標誌而非紋章或印章作為官方文件上的學校識別，與絕大多數的院校不同。倫大學院的盾徽並不是合法紋章，故不再被校方所使用，但現仍能在的一些非正規文件、學會與校隊產品上見到其踪影。倫大學院的傳統代表色為中度紫與蔚藍。

### 跨校聯盟
倫敦大學學院隸屬倫敦大學聯邦、大英國協大學協會、歐洲大學協會、G5超級精英大學、歐洲研究型大學聯盟、羅素大學集團、英國大學聯盟，並是英國其中一所“金三角名校”。除此，倫大學院與倫敦國王學院、倫敦帝國學院，以及英國醫學研究協會、英國癌症研究慈善會、惠康基金會成立了耗資六億的弗朗西斯·克里克研究院。它與帝國學院亦開創了倫敦納米技術中心，且為艾倫圖靈研究院的始創高校成員之一。
國外學術合作包括了與耶魯大學間的聯盟。倫大學院與耶魯醫學院（連同耶魯-紐黑文醫院）開創了兩校至今最大規模的跨校合作項目，以生物醫學為主要研究範疇。除此，它們的合作關係亦延伸至人文與社會科學圈，以及不限學術領域的博士生交換計畫。

## 學術泛論

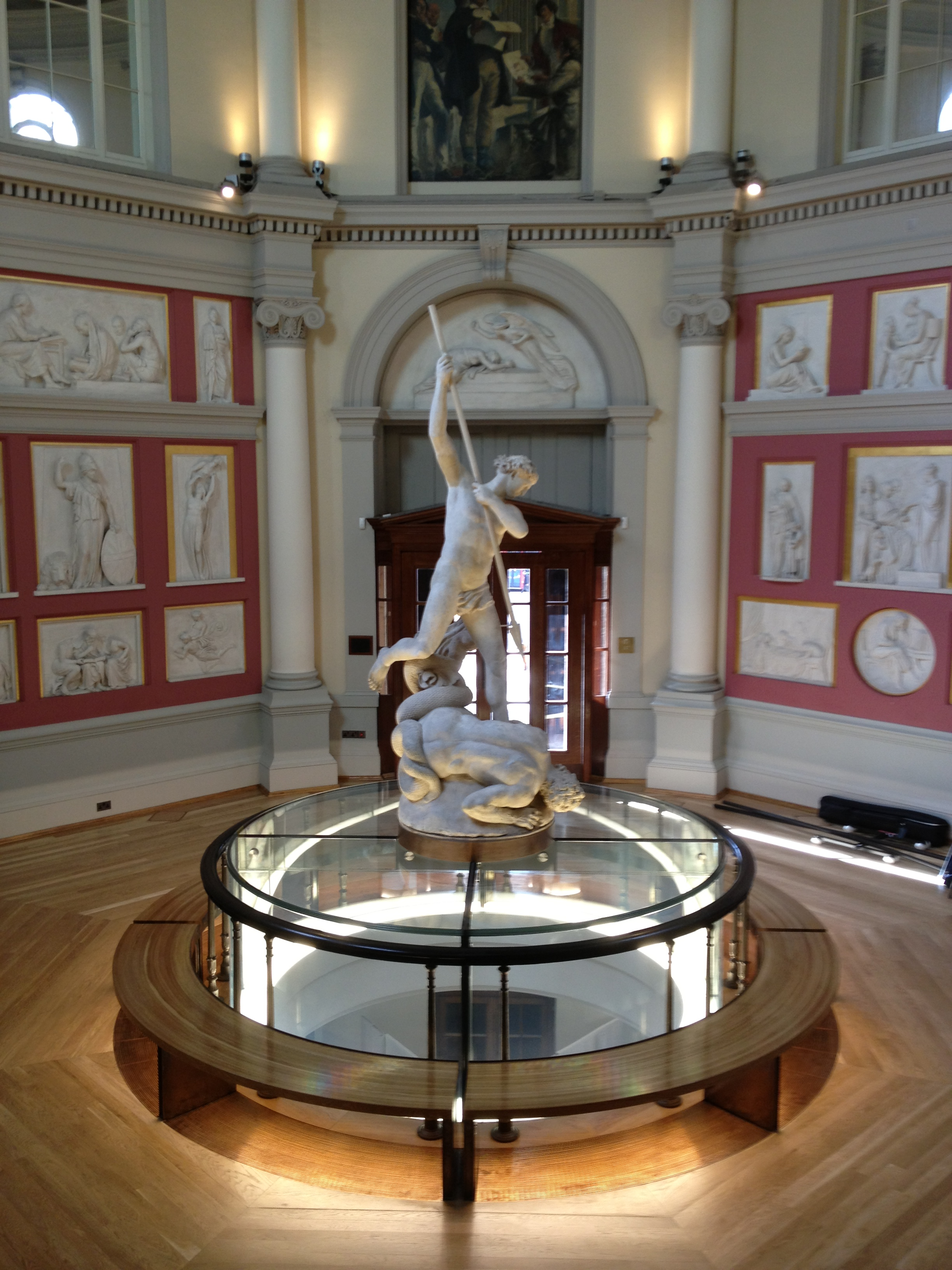
弗拉克斯曼藝術廊。

### 招生事宜
多數有意報讀倫敦大學學院本科課程的申請者（包括國際生），都需透過 UCAS（英國高等學府報名系統）於網上遞交資料。系統在每年的9月開始接受登記。多數學系於次年1月15日截至報名；醫學與法律學課程有特別安排：前者的申請期限會提早至10月20日，學生亦需於9月初參加生物醫學入學考試；後者的截至日期與普通學系無異，但申請者需在1月底前參加英國國家法律學入學考試。
倫大學院為英國國內最難入讀的高等學府之一。其英國高級程度考試（A-Level）錄取成績為AAB至A*A*A（三科）不等，另需通過一門補充程度（AS-Level）的科目考試；國際預科考試（IB）最低分數線則為34。可是，成績並非篩選的唯一指標：面試、課外活動參與率、推薦信等均為考慮因素。有意報讀研究生課程的學生，則需在學院自己的網上申請系統註冊登記。非以英文作母語的學生，需提供英文能力證明。倫大學院接受不同的英文能力考核成績（例如：雅思）。

### 教研

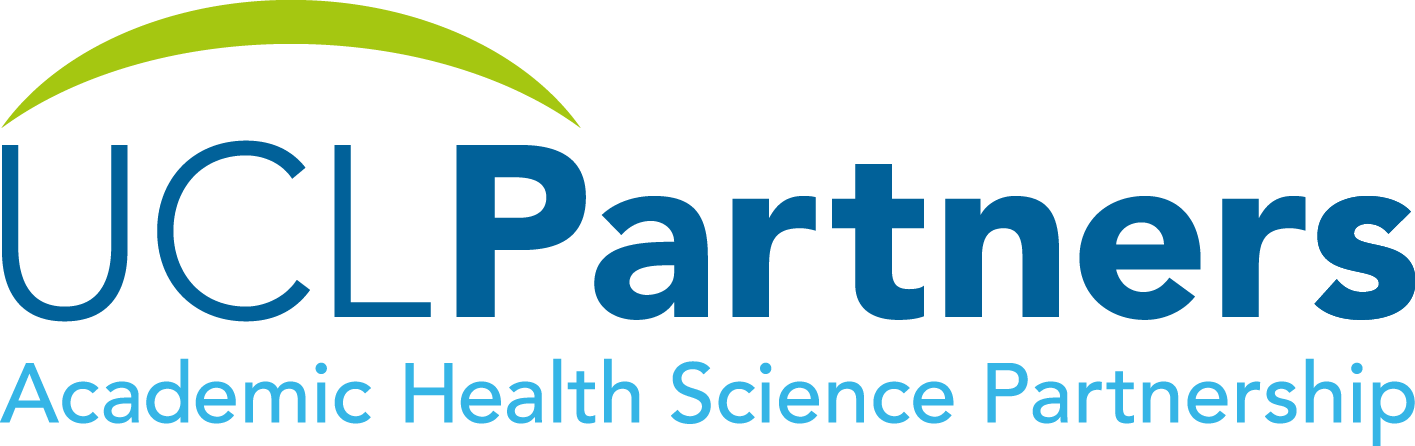
倫大學院合作夥伴聯盟標誌。

倫敦大學學院目前提供逾200類學位，學額各有所異。多數本科課程修畢時間為3年；內外全科醫學士（醫學課程）為6年；包含外國法律的法律學位則為4年。學校每學年共分三個學期，為時9個月。
倫大學院校內研究活動頻繁。校方定立了“四大挑戰”作最高研究目標：國際醫療、可持續都市發展、文化互動、人類繁榮發展。校方曾在2013年有三億三千四百七十萬英鎊的研究收入，位列全國高校第二；亦於2010/11年度獲得了全國第四大研究經費資助，總收入為第三。由其創立的倫大學院合作夥伴聯盟更為國內第一批及世界其中一個最具規模的醫療科學學術中心，每年營業額約有二十億英鎊。此校同時也是英格蘭國民醫療服務系統建立的11所生物醫學研究基地之一，並與愛思唯爾出版社建立了倫大學院大數據研究中心。

### 圖書與博物館
倫敦大學學院共設17間圖書館，由名為“探索（Explore）”的中央系統連接，館藏量合計二百萬冊。最大的主館位於學院的本部大樓內。所有倫大學院的師生亦可自由進出倫敦大學的中央圖書館——理事會大廈圖書館。
倫大學院以收藏歷史及文化稀有品（尤其是手抄本、善本及檔案）聞名。學院共有九大博物館及收藏區，館藏種類繁多。它們為：藝術博物館、格蘭特動物與比較解剖學博物館、皮特里埃及考古博物館、地質學收藏區、考古學研究院收藏區、人種學收藏區、高爾頓收藏區（專門收藏法蘭西斯·高爾頓的個人收藏品）、科學收藏區（內藏一切由倫大學院自製的科學品）。前五者開放給觀眾自由參觀，其餘的則需預約。

### 排名聲譽
倫敦大學學院在多個國內、外綜合排名裡，均位居世界前二十、全國五強之列。根據路透社所做的調查，倫大學院論文在全球的引用率於1999至2009年期間為歐洲高校之首，世界第十三。《泰晤士高等教育》增刊的《全球大學就業排名》（2014年）顯示，倫大學院畢業生的就業率位列全球十四、全英第三；《紐約時報》2011年的調查則指，倫大學院畢業生的平均工資金額為全球十二，亦是全英第三。

## 校園生活
| 地區               | 人數  | 百分比 |
| ------------------ | ----- | ------ |
| 歐洲（不包括英國） | 4,588 | 34.87% |
| 中東地區           | 539   | 4.10%  |
| 亞洲               | 5,884 | 44.72% |
| 非洲               | 399   | 3.03%  |
| 美洲               | 1,604 | 12.19% |
| 澳大利亞           | 139   | 1.06%  |
| 不詳/無國籍        | 4     | 0.03%  |

2014/15年度的倫大學院學生總數為30,551人，為倫敦高校之最。當中的大學生人數為16,491名，研究生則為14,060名（全英最多）。倫大學院以“倫敦的國際性大學”自居：校內約有40%的學生為國際生，當中以亞洲人所佔的百分比最多，有44.72%。
倫大學院有21所學生宿舍，分兩類。提供膳食服務的宿舍（Halls of Residences）共有3間：阿斯特學院、艾弗埃文斯舍堂、拉姆齊舍堂；需自理的舍堂（Student Houses）則有18間：安·斯蒂芬森與尼爾·夏普舍堂、阿瑟·塔特索爾舍堂、伯納德·約翰遜舍堂、坎貝爾舍堂、弗朗西斯加德納舍堂、戈德斯米德舍堂、霍克里奇舍堂、伊恩·貝克舍堂、詹姆斯·萊特希爾舍堂、約翰·道奇森舍堂、約翰·托維爾舍堂、蘭頓舍堂、馬克斯雷恩舍堂、新舍堂、潘克德舍堂、謝弗舍堂、自由舍堂、聖潘克拉斯路舍堂。所有宿舍房間租住期為40週（包括聖誕及復活節假期日）。由於地方有限，只有本科新生及國際研究新生有住宿保證，其他學生則需自己尋找住房。學生亦有資格申請入住9所倫敦大學跨學院宿舍：坎特伯雷舍堂、學院舍堂、聯邦舍堂、干諾舍堂、古德諾舍堂、休斯·帕里舍堂、國際舍堂、莉蓮·潘森舍堂、納特福舍堂。其中，尼爾·夏普、伯納德·約翰遜、霍克里奇及莉蓮·潘森舍堂有少量住房供已婚或帶有小孩的學生入住。以上所有宿舍單位均為禁煙區。
倫大學院學生會（UCL Union）誕生於1893年，是英格蘭最古老的學生會。其職責是向校方反映學生的意見，為學生提供不同種類的校內服務，以及支持不同學會的運作。倫大學院學生會共有69個體育學會，參與英國高等院校體育競賽。學校的本部大樓內有健身中心及多個運動設施。其與的體育競爭歷史悠久。

## 著名人物

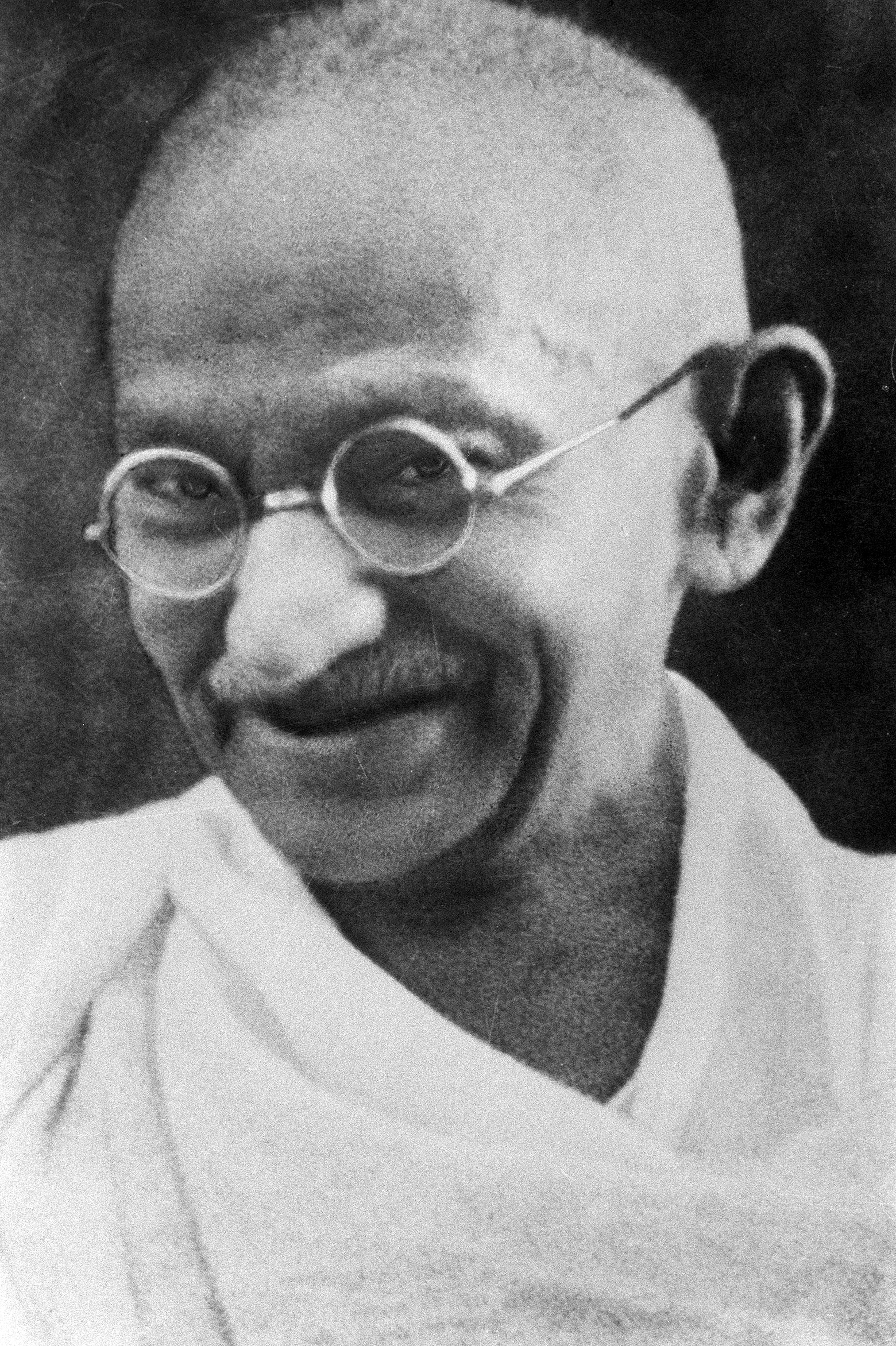
聖雄甘地

倫敦大學學院產生了多位知名政治要員及組織領袖、32名諾貝爾獎得主（以生理學或醫學獎居多）、3位菲爾茲獲獎者、數位著名文藝人。
政治界著名倫大學院人包括：聖雄甘地（印度獨立運動領袖）、伊藤博文與小泉純一郎（日本首相）、傅斯年（國立臺灣大學校長）、伍廷芳（中華民國總理）、喬莫·肯雅塔（肯亞國父）、托馬斯·馬薩里克（捷克斯洛伐克首任總統）、哈伊姆·赫爾佐克（以色列總統）、夸梅·恩克魯瑪（加納總理及總統）。
知名數理學者包括了30位諾貝爾獎得主、3位菲爾茲獲獎者：弗朗西斯·克里克（去氧核糖核酸發現者及生理學或醫學獎得主之一）、阿奇博爾德·希爾（生理學或醫學獎）、弗雷德里克·霍普金斯（生理學或醫學）、亨利·哈利特·戴爾（生理學或醫學獎）、奧托·勒維（生理學或醫學獎）、柯奈爾·海門斯（生理學或醫學獎）、彼得·梅達沃（生理學或醫學獎）、安德魯·赫胥黎（生理學或醫學獎）、伯納德·卡茨（生理學或醫學獎）、烏爾夫·馮·奧伊勒（生理學或醫學獎）、詹姆士·W·布拉克（生理學或醫學獎）、伯特·薩克曼（生理學或醫學獎）、保羅·納斯（生理學或醫學獎）、馬丁·埃文斯（生理學或醫學獎）、詹姆斯·羅思曼（生理學或醫學獎）、約翰·奧基夫（生理學或醫學獎）、邁-布里特·莫澤（生理學或醫學獎）、愛德華·莫澤（生理學或醫學獎）、占士·W·布拉克（生理學或醫學獎）、威廉·拉姆齊（貴氣體發現者及化學獎得主）、弗雷德里克·索迪（化學獎）、奧托·哈恩（化學獎）、羅伯特·魯賓遜（化學獎）、文森特·迪維尼奧（化學獎）、雅羅斯拉夫·海羅夫斯基（化學獎）、喬治·波特（化學獎）、彼得·希格斯（希格斯機制的提倡者及物理學獎得主）、高錕（“光纖之父”及物理學獎得主）、威廉·亨利·布拉格（物理學獎）、歐文·理查森（物理學獎）、蒂莫西·高爾斯（菲爾茲獎）、艾倫·貝克（菲爾茲獎）、克勞斯·羅特（菲爾茲獎）。除此，亞歷山大·格拉漢姆·貝爾（首個電話專利持有者）、科林·查普曼（蓮花汽車創辦者）、阿奇·科克倫（證據醫學的先驅）、基斯汀·史密夫（統計實驗優化設計構思者）亦出身於倫大學院。
文商界名人有：劉倩婷 -2009年度香港小姐競選冠軍、李雪瑩 -2010年度香港小姐競選最上鏡小姐、湯洛雯 -2012年度香港小姐競選旅遊大使、美麗昇華大使 和 現場最受歡迎佳麗、張寶兒 -2016年度香港小姐競選友誼小姐、羅賓德拉納特·泰戈爾（著名作家及諾貝爾文學獎得主）、占士·赫克曼（諾貝爾經濟學獎得主）、雷蒙德·布里格斯（著名作家）、吉爾伯特基思·切斯特頓（著名作家）、瑪麗·斯特普（著名作家）、奧古斯塔斯·約翰（繪畫、雕刻家）、迪格比·瓊斯（英國工業聯合會總幹事）、里奇·格威斯（喜劇演員）、酷玩樂團所有成員（音樂人）、克里斯多福·諾蘭（導演）。
體育界則有：大衛·高爾（前英國板球隊隊長）、帕特里克·海德（威廉一級方程式隊伍創辦者之一）、克莉斯汀·奥胡鲁古（奧林匹克運動會金牌得主）。

## 延伸阅读
- Bellot, H. Hale. . London: University of London Press. 1929.
- Harte, Negley; North, John; Brewis, Georgina.  4th. London: UCL Press. 2018  [2020-04-08]. ISBN 978-1-78735-294-0. （原始内容存档于2018-08-20）.